# Godoli
Godoli è una suddivisione dell'India, classificata come census town, di 16.751 abitanti, situata nel distretto di Satara, nello stato federato del Maharashtra. In base al numero di abitanti la città rientra nella classe IV (da 10.000 a 19.999 persone).

## Geografia fisica
La città è situata a 17° 40' 16 N e 74° 00' 50 E.

## Società

### Evoluzione demografica
Al censimento del 2001 la popolazione di Godoli assommava a 16.751 persone, delle quali 8.785 maschi e 7.966 femmine. I bambini di età inferiore o uguale ai sei anni assommavano a 1.801, dei quali 984 maschi e 817 femmine. Infine, coloro che erano in grado di saper almeno leggere e scrivere erano 13.875, dei quali 7.453 maschi e 6.422 femmine.